# Achiridota
Achiridota is een geslacht van zeekomkommers uit de familie Myriotrochidae.

## Soorten
- Achiridota inermis (Fisher, 1907)
- Achiridota profunda Heding, 1935
- Achiridota smirnovi O'Loughlin & VandenSpiegel, 2010